# Mikrosomalna hydrolaza epoksydowa typu 1
Mikrosomalna hydrolaza epoksydowa typu 1  (ang. Epoxide hydrolase 1, microsomal; EPHX1; mEPHX1; EC 3.3.2.3) – ludzka hydrolaza pełniącą ważną funkcję w detoksykacji organizmu z zewnątrzpochodnych, policyklicznych, aromatycznych wodorowęglanów. Gen kodujący enzym znajduje się na chromosomie 1.